# Команданте Феррас (антарктическая станция)

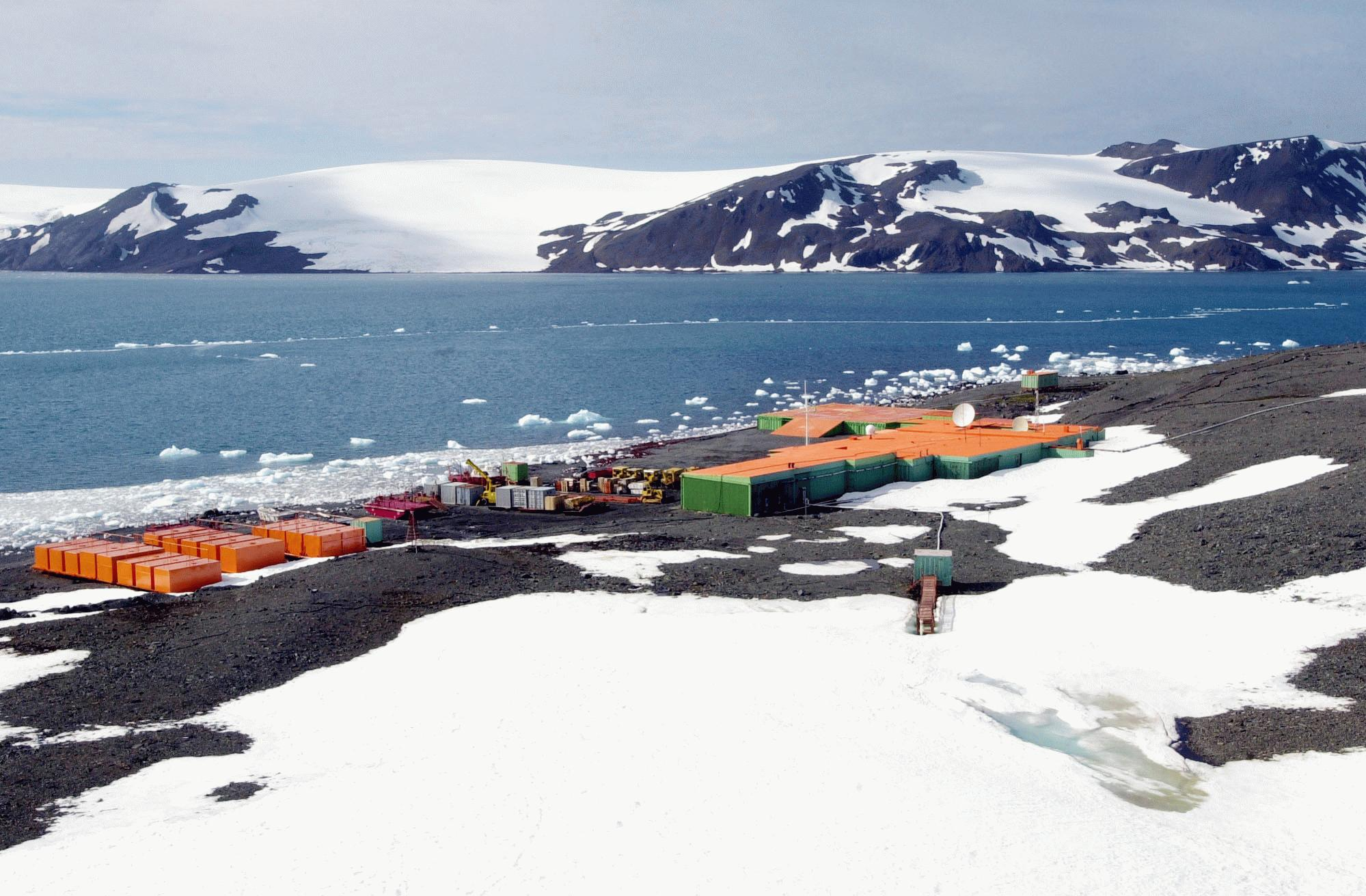
Станция «Команданте Феррас»

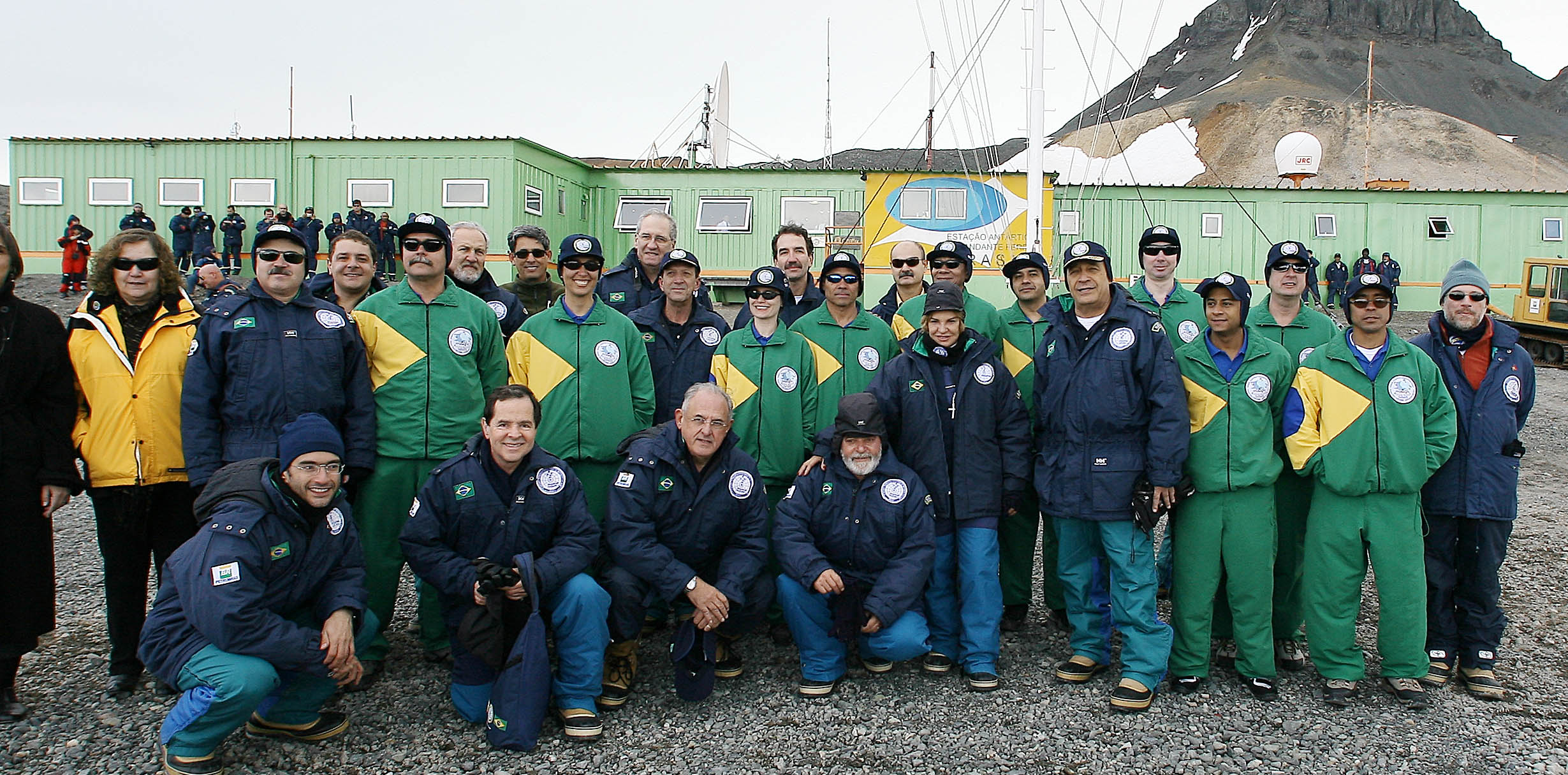
Визит Президента Бразилии на станцию

Команданте Феррас (62°05′ ю. ш. 58°24′ з. д.) — бразильская антарктическая станция («база»).
База была открыта в 6 февраля 1984 года в зоне бразильских интересов в Антарктике на берегу Адмиралтейского залива на острове Ватерлоо (Кинг-Джордж) (Южные Шетландские острова). Название станция получила в честь морского офицера, гидрографа и океанолога Луиса-Антонио ди Карвальо Ферраса, дважды посещавшего Антарктику, участника программы изучения Антарктиды, внезапно скончавшегося во время конференции океанологов в Галифаксе в 1982 году.
На станции работает около 100 сотрудников летом и около 50 зимой.
17 февраля 2008 года базу посетил Президент Бразилии Луис Инасиу Лула да Силва.

Карта острова с научными станциями

Неподалёку от базы находятся станции: Генерал Артигас (Уругвай), Король Седжон (Республика Корея), Джубани (Аргентина), Президент Эдуардо Фрей Монталва (Чили), Генрик Арцтовский (Польша) и Мачу Пикчу (Перу). Южнее, на острове Лейпциг (Нельсон), находится станция Эко-Нельсон (Eco-Nelson, Чехия). В 50 км от станции на острове Гринвич находится чилийская станция Капитан Артуро Прат.
25 февраля 2012 года станция была уничтожена пожаром. Огонь вспыхнул в помещении с генераторами, откуда распространился на всю станцию. Бразильские военно-морские силы устроили тендер на лучший дизайн нового здания. Выиграла тендер местная фирма, а контракт на строительство достался крупной китайской компании CEIEC, которая специализируется на оборонном строительстве. Строительство должны завершить в 2018 году.